# يان ستيفنز
يان ستيفنز (بالإنجليزية: Ian Stevens)‏ (21 أكتوبر 1966 بفاليتا في مالطا - ) هو لاعب كرة قدم مالطي في مركز الهجوم. لعب مع بريستون نورث إيند وبولتون واندررز وستوكبورت كونتي وشروزبري تاون ونادي بوري ونادي ريكسهام ونادي كارلايل يونايتد وLancaster City F.C. ‏ ونادي بارو ونادي تشيلتنهام تاون لكرة القدم وفليتوود تاون وGretna F.C. ‏.

## وصلات خارجية
- يان ستيفنز على موقع قاعدة بيانات كرة القدم.إي يو (الإنجليزية)
- يان ستيفنز على موقع Soccerbase.com (لاعب) (الإنجليزية)